# Aigues-Vives (Ariège)
Pour les articles homonymes, voir Aigues-Vives.
Aigues-Vives (Aigasvivas en occitan languedocien) est une commune française, située dans le département de l'Ariège en région Occitanie.
Localisée dans le nord-est du département, la commune  fait partie, sur le plan historique et culturel, du pays d'Olmes, haut lieu de la tragédie cathare alliant des paysages d'une extrême diversité. La commune possède un patrimoine naturel remarquable composé de trois zones naturelles d'intérêt écologique, faunistique et floristique.
Aigues-Vives est une commune rurale qui compte 631 habitants en 2022, après avoir connu une forte hausse de la population depuis 1975. Elle fait partie de l'aire d'attraction de Lavelanet. Ses habitants sont appelés les Aigues-Vivesiens ou Aigues-Vivesiennes.

## Géographie

### Localisation
- 1Carte dynamique
- 2Carte OpenStreetMap
- 3Carte topographique
- 4Carte avec les communes environnantes

La commune d'Aigues-Vives se trouve dans le département de l'Ariège, en région Occitanie.
Sur le plan historique et culturel, Aigues-Vives fait partie du pays d'Olmes, haut lieu de la tragédie cathare alliant des paysages d'une extrême diversité.
Elle se situe à 22 km à vol d'oiseau de Foix, préfecture du département, à 25 km de Pamiers, sous-préfecture, et à 10 km de Mirepoix, bureau centralisateur du canton de Mirepoix dont dépend la commune depuis 2015 pour les élections départementales.
La commune fait en outre partie du bassin de vie de Lavelanet.
Les communes les plus proches sont : 
Régat (1,2 km), Tabre (1,6 km), Esclagne (2,8 km), Laroque-d'Olmes (3,0 km), Léran (3,0 km), Troye-d'Ariège (3,4 km), Limbrassac (3,5 km), Saint-Quentin-la-Tour (4,5 km).
Aigues-Vives est limitrophe de six autres communes.
|            | Troye-d'Ariège  |       |
| Limbrassac | Aigues-Vives    | Léran |
| Tabre      | Laroque-d'Olmes | Régat |

### Superficie et relief
La superficie cadastrale de la commune publiée par l’Insee, qui sert de références dans toutes les statistiques, est de 5,16 km2,. La superficie géographique, issue de la BD Topo, composante du Référentiel à grande échelle produit par l'IGN, est quant à elle de 5,22 km2. Aigues-Vives est environnée de plusieurs collines, la plus élevée étant à 630 m d'altitude, en bordure ouest de la commune. Le village en lui-même se trouve à 420 m en moyenne, le point le plus bas étant 391 m et le point le plus haut à 621 m,.

### Géologie
La commune est située dans le Bassin aquitain, le deuxième plus grand bassin sédimentaire de la France après le Bassin parisien, certaines parties étant recouvertes par des formations superficielles. Les terrains affleurants sur le territoire communal sont constitués de roches sédimentaires datant du Cénozoïque, l'ère géologique la plus récente sur l'échelle des temps géologiques, débutant il y a 66 millions d'années. Le village se situe sur un territoire formé lors du tertiaire, sur un sol mêlant poudingue et molasse, sur des strates dites de poudingues de Palassou, placées sur la faille nord-pyrénéenne. La structure détaillée des couches affleurantes est décrite dans la feuille « n°1076 - Lavelanet » de la carte géologique harmonisée au 1/50 000ème du département de l'Ariège, et sa notice associée.

### Hydrographie

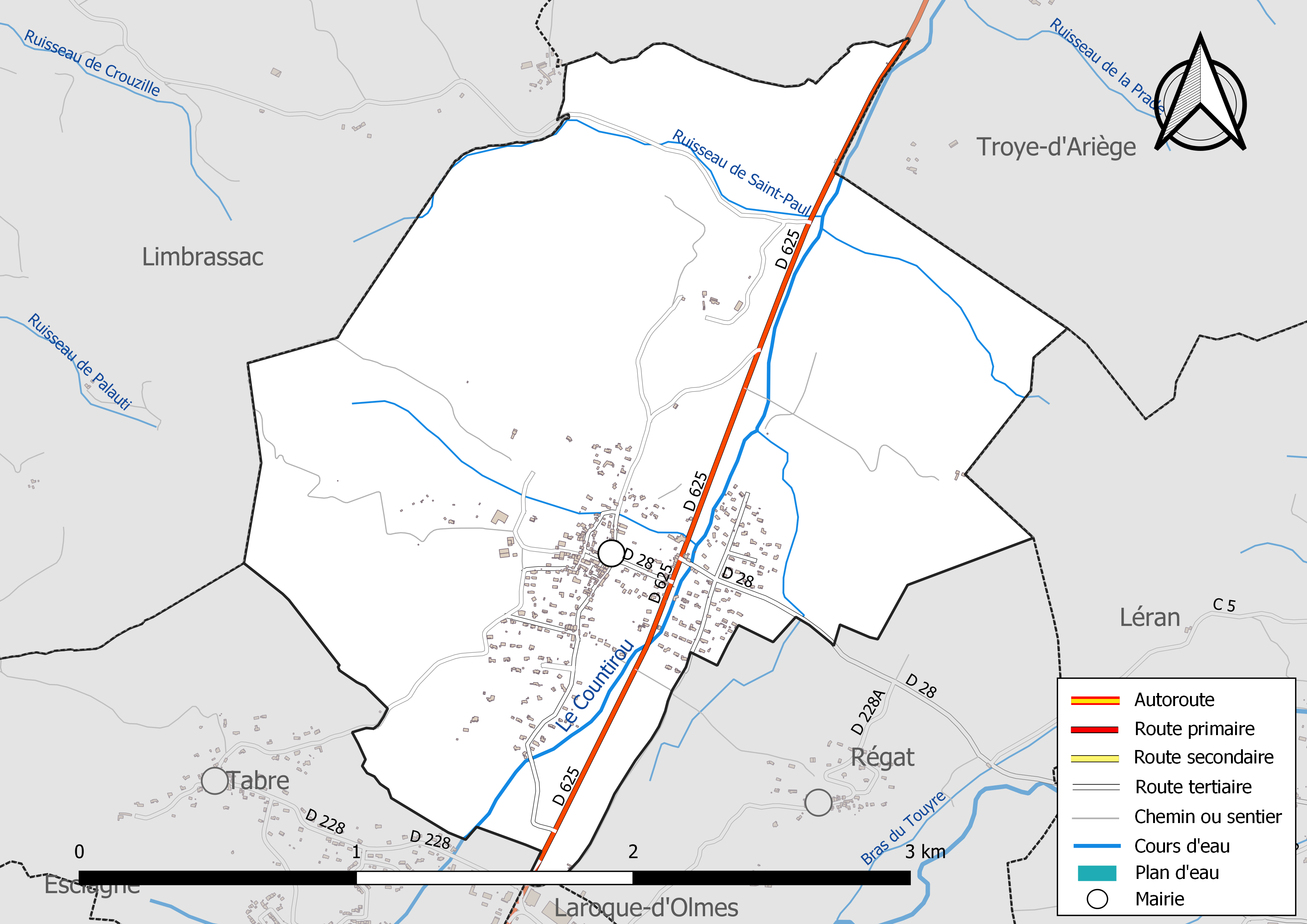
Réseaux hydrographique et routier d'Aigues-Vives.

Le ruisseau du Countirou, qui prend sa source dans le village voisin de Tabre, traverse la commune d'Aigues-Vives, le long de la route départementale 625, et finit sa course dans l'Hers-Vif près de Mirepoix. Un certain nombre de ruisseaux traversent la commune et vont se jeter dans le Countirou (notamment les ruisseaux de la fontaine de Toustou, de Couxou, de Ribalerie, de Saint-Paul).
Le lac de Montbel situé à trois kilomètres au sud-est, est visible depuis les collines qui surplombent Aigues-Vives.

### Climat
Pour des articles plus généraux, voir Climat de l'Occitanie et Climat de l'Ariège.
En 2010, le climat de la commune est de type climat océanique altéré, selon une étude s'appuyant sur une série de données couvrant la période 1971-2000. En 2020, Météo-France publie une typologie des climats de la France métropolitaine dans laquelle la commune est exposée à un climat de montagne et est dans la région climatique Pyrénées centrales, caractérisée par une pluviométrie annuelle de 1 000 à 1 200 mm.
Pour la période 1971-2000, la température annuelle moyenne est de 12,5 °C, avec une amplitude thermique annuelle de 15,8 °C. Le cumul annuel moyen de précipitations est de 853 mm, avec 9,8 jours de précipitations en janvier et 5,9 jours en juillet. Pour la période 1991-2020, la température moyenne annuelle observée sur la station météorologique la plus proche, située sur la commune de Léran à 3 km à vol d'oiseau, est de 12,5 °C et le cumul annuel moyen de précipitations est de 810,2 mm,. Pour l'avenir, les paramètres climatiques de la commune estimés pour 2050 selon différents scénarios d'émission de gaz à effet de serre sont consultables sur un site dédié publié par Météo-France en novembre 2022.

### Milieux naturels et biodiversité
L’inventaire des zones naturelles d'intérêt écologique, faunistique et floristique (ZNIEFF) a pour objectif de réaliser une couverture des zones les plus intéressantes sur le plan écologique, essentiellement dans la perspective d’améliorer la connaissance du patrimoine naturel national et de fournir aux différents décideurs un outil d’aide à la prise en compte de l’environnement dans l’aménagement du territoire.
Deux ZNIEFF de type 1 sont recensées sur la commune :
les « coteaux secs, vallons et collines de l'ouest du bas pays d'Olmes » (6 664 ha), couvrant 19 communes du département, et 
le « lac de Montbel et partie orientale du bas pays d'Olmes » (7 200 ha), couvrant 38 communes dont 30 dans l'Ariège et 8 dans l'Aude
et une ZNIEFF de type 2, : 
les « coteaux du Palassou » (26 749 ha), couvrant 48 communes dont 43 dans l'Ariège et 5 dans l'Aude.

Carte des ZNIEFF de type 1 et 2 à Aigues-Vives.
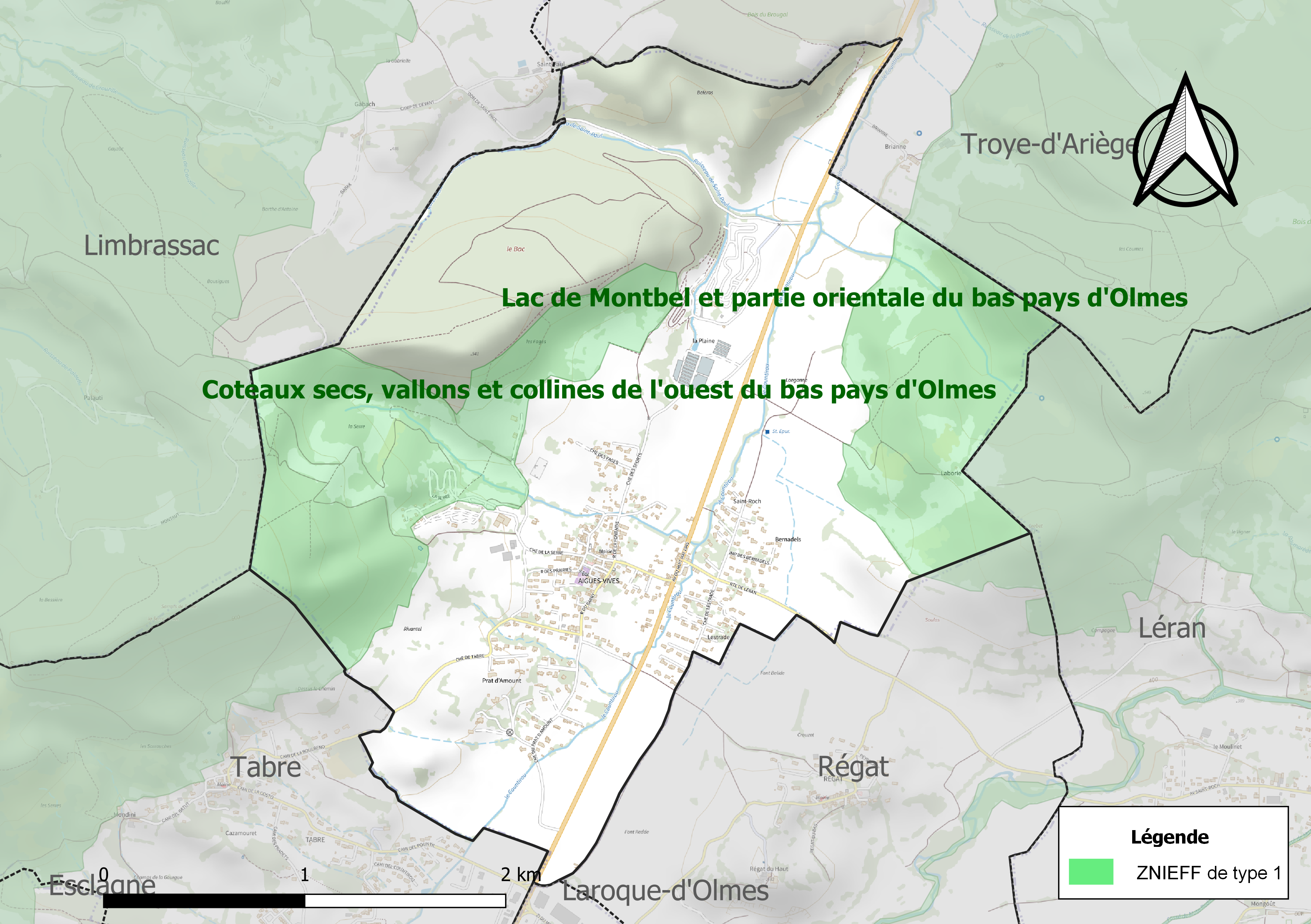
Carte des ZNIEFF de type 1 sur la commune.
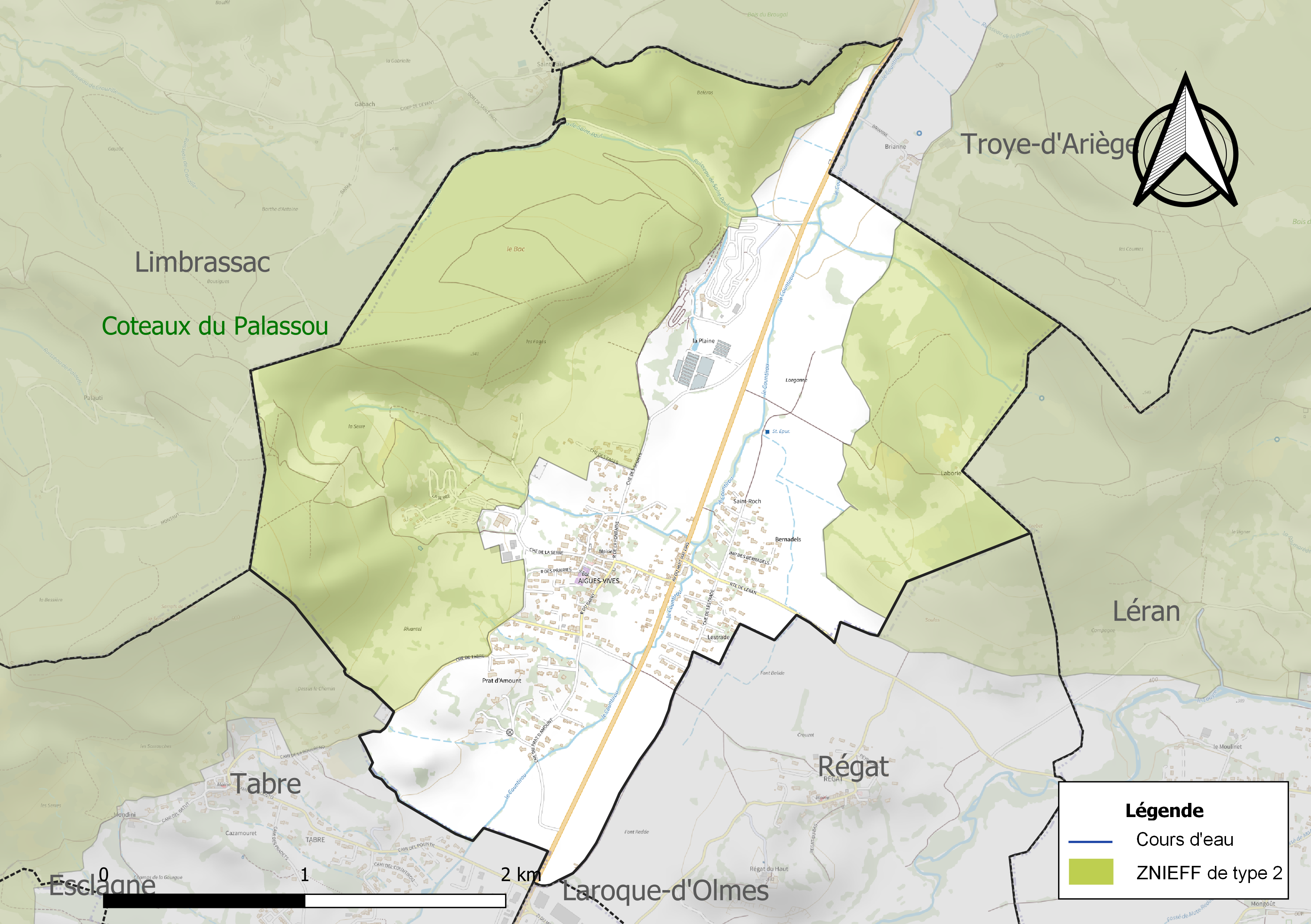
Carte de la ZNIEFF de type 2 sur la commune.

## Urbanisme

### Typologie
Au 1er janvier 2024, Aigues-Vives est catégorisée commune rurale à habitat dispersé, selon la nouvelle grille communale de densité à 7 niveaux définie par l'Insee en 2022.
Elle est située hors unité urbaine. Par ailleurs la commune fait partie de l'aire d'attraction de Lavelanet, dont elle est une commune de la couronne,. Cette aire, qui regroupe 28 communes, est catégorisée dans les aires de moins de 50 000 habitants,.

### Occupation des sols

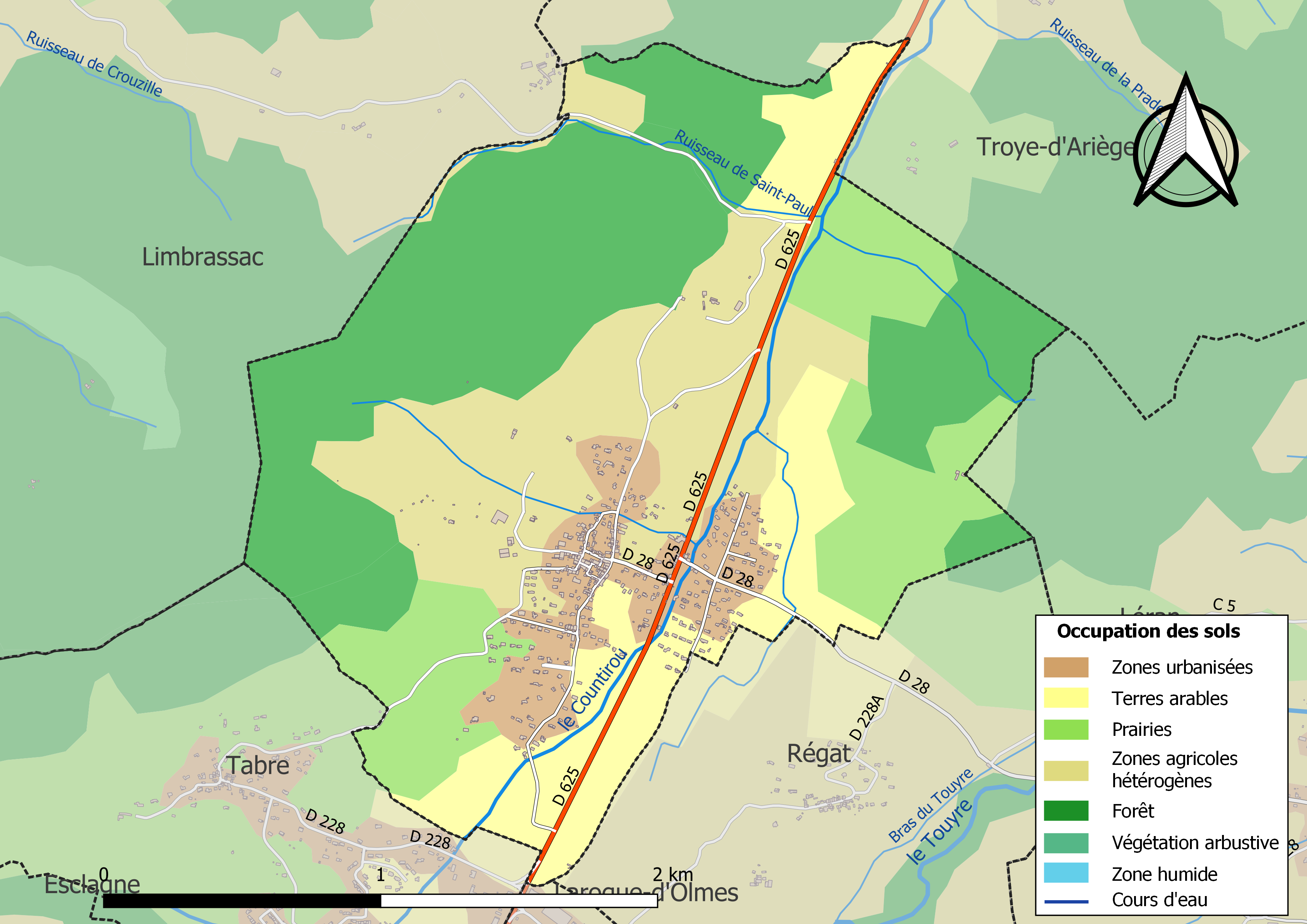
Carte des infrastructures et de l'occupation des sols de la commune en 2018 (CLC).

L'occupation des sols de la commune, telle qu'elle ressort de la base de données européenne d’occupation biophysique des sols Corine Land Cover (CLC), est marquée par l'importance des territoires agricoles (55,2 % en 2018), en diminution par rapport à 1990 (56,9 %). La répartition détaillée en 2018 est la suivante : 
forêts (35,2 %), zones agricoles hétérogènes (23,7 %), prairies (16,5 %), terres arables (15 %), zones urbanisées (9,6 %). L'évolution de l’occupation des sols de la commune et de ses infrastructures peut être observée sur les différentes représentations cartographiques du territoire : la carte de Cassini (XVIIIe siècle), la carte d'état-major (1820-1866) et les cartes ou photos aériennes de l'IGN pour la période actuelle (1950 à aujourd'hui).

### Habitat et logement
En 2018, le nombre total de logements dans la commune était de 317, alors qu'il était de 279 en 2013 et de 249 en 2008.
Parmi ces logements, 91,8 % étaient des résidences principales, 5 % des résidences secondaires et 3,1 % des logements vacants. Ces logements étaient pour 95,4 % d'entre eux des maisons individuelles et pour 4,2 % des appartements.
Le tableau ci-dessous présente la typologie des logements à Aigues-Vives en 2018 en comparaison avec celle de l'Ariège et de la France entière. Une caractéristique marquante du parc de logements est ainsi une proportion de résidences secondaires et logements occasionnels (5 %) inférieure à celle du département (24,6 %) mais supérieure à celle de la France entière (9,7 %). Concernant le statut d'occupation de ces logements, 83,3 % des habitants de la commune sont propriétaires de leur logement (84 % en 2013), contre 66,3 % pour l'Ariège et 57,5 % pour la France entière.
| Typologie                                               | Aigues-Vives | Ariège | France entière |
| ------------------------------------------------------- | ------------ | ------ | -------------- |
| Résidences principales (en %)                           | 91,8         | 65,7   | 82,1           |
| Résidences secondaires et logements occasionnels (en %) | 5            | 24,6   | 9,7            |
| Logements vacants (en %)                                | 3,1          | 9,7    | 8,2            |

### Risques majeurs
Le territoire de la commune d'Aigues-Vives est vulnérable à différents aléas naturels : inondations, climatiques (grand froid ou canicule), feux de forêts, mouvements de terrains et séisme (sismicité modérée). Il est également exposé à un risque technologique, le transport de matières dangereuses,.

#### Risques naturels

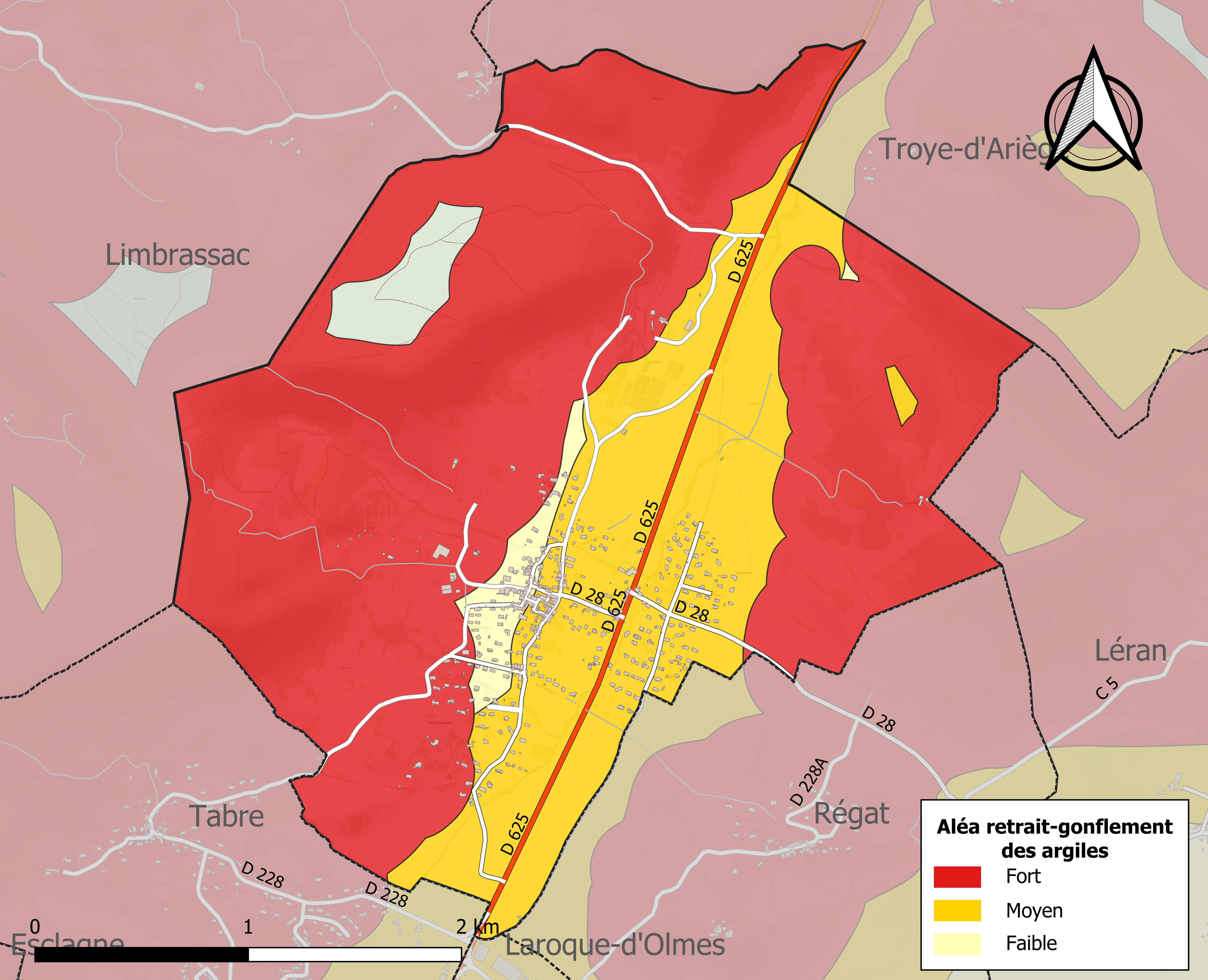
Zonage de l'aléa retrait-gonflement des argiles sur la commune d'Aigues-Vives.

Certaines parties du territoire communal sont susceptibles d’être affectées par le risque d’inondation par débordement, crue torrentielle d'un cours d'eau, ou ruissellement d'un versant.
Les mouvements de terrains susceptibles de se produire sur la commune sont soit des glissements de terrains soit des mouvements liés au retrait-gonflement des argiles. Près de 50 % de la superficie de l’Ariège est concernée par l'aléa retrait-gonflement des argiles, dont la commune d'Aigues-Vives. L'inventaire national des cavités souterraines permet par ailleurs de localiser celles situées sur la commune.

#### Risques technologiques
Le risque de transport de matières dangereuses par une infrastructure routière ou ferroviaire ou par une canalisation de transport de gaz concerne la commune. Un accident se produisant sur une telle infrastructure est en effet susceptible d’avoir des effets graves au bâti ou aux personnes jusqu’à 350 m, selon la nature du matériau transporté. Des dispositions d’urbanisme peuvent être préconisées en conséquence.

#### Sismicité et catastrophes
Selon le décret no 2010-1255 du 22 octobre 2010 portant délimitation des zones de sismicité du territoire français, Aigues-Vives est exposée à un risque de niveau 3 (modéré).
Les autres risques auxquels est exposée Aigues-Vives sont les feux de forêt, les risques industriels et les risques dus au transport de marchandises dangereuses. Les catastrophes passées incluent la tempête de novembre 1982, les inondations et coulées de boue de janvier 1992 et les coulées de boue de novembre-décembre 1996.

## Toponymie
Aigues-Vives, de l'occitan Aigas Vivas (eaux vives) tient son nom des sources qui jaillissent des collines environnantes,. Les formes anciennes Aygas vivas (1300), Aquisvivis (1377) et Aiguesvives (1801) sont également répertoriées.
Il y a quatre communes qui font référence à ce nom en France, mais aucune ne paraît d'origine romaine. C'est un vocable du haut Moyen Âge.

## Histoire
La première mention écrite d'Aigues-Vives date de 1301. Le village est sous la dépendance de Mirepoix, qui se trouve a une dizaine de kilomètres au nord, jusqu'en 1329, date à laquelle Gaston de Lévis-Léran s'approprie le château ainsi que les terres attenantes ; le village restera possession des Lévis-Léran jusqu'à la Révolution.
Les principales industries au XXe siècle sont le peigne en corne et le textile, comme c'est le cas pour une grande partie du pays d'Olmes.

## Politique et administration

### Découpage territorial
La commune d'Aigues-Vives est membre de la Communauté de communes du Pays de Mirepoix, un établissement public de coopération intercommunale (EPCI) à fiscalité propre créé le 31 décembre 2013 dont le siège est à Mirepoix. Ce dernier est par ailleurs membre d'autres groupements intercommunaux.
Sur le plan administratif, elle est rattachée à l'arrondissement de Pamiers, au département de l'Ariège, en tant que circonscription administrative de l'État, et à la région Occitanie.
Sur le plan électoral, elle dépend du canton de Mirepoix pour l'élection des conseillers départementaux, depuis le redécoupage cantonal de 2014 entré en vigueur en 2015, et de la deuxième circonscription de l'Ariège  pour les élections législatives, depuis le redécoupage électoral de 1986.

### Administration municipale
De par son nombre d'habitants (supérieur à 500, inférieur à 1 499), la commune dispose d'un conseil municipal de 15 membres (article L2121-2 du Code général des collectivités territoriales).

### Tendances politiques et résultats

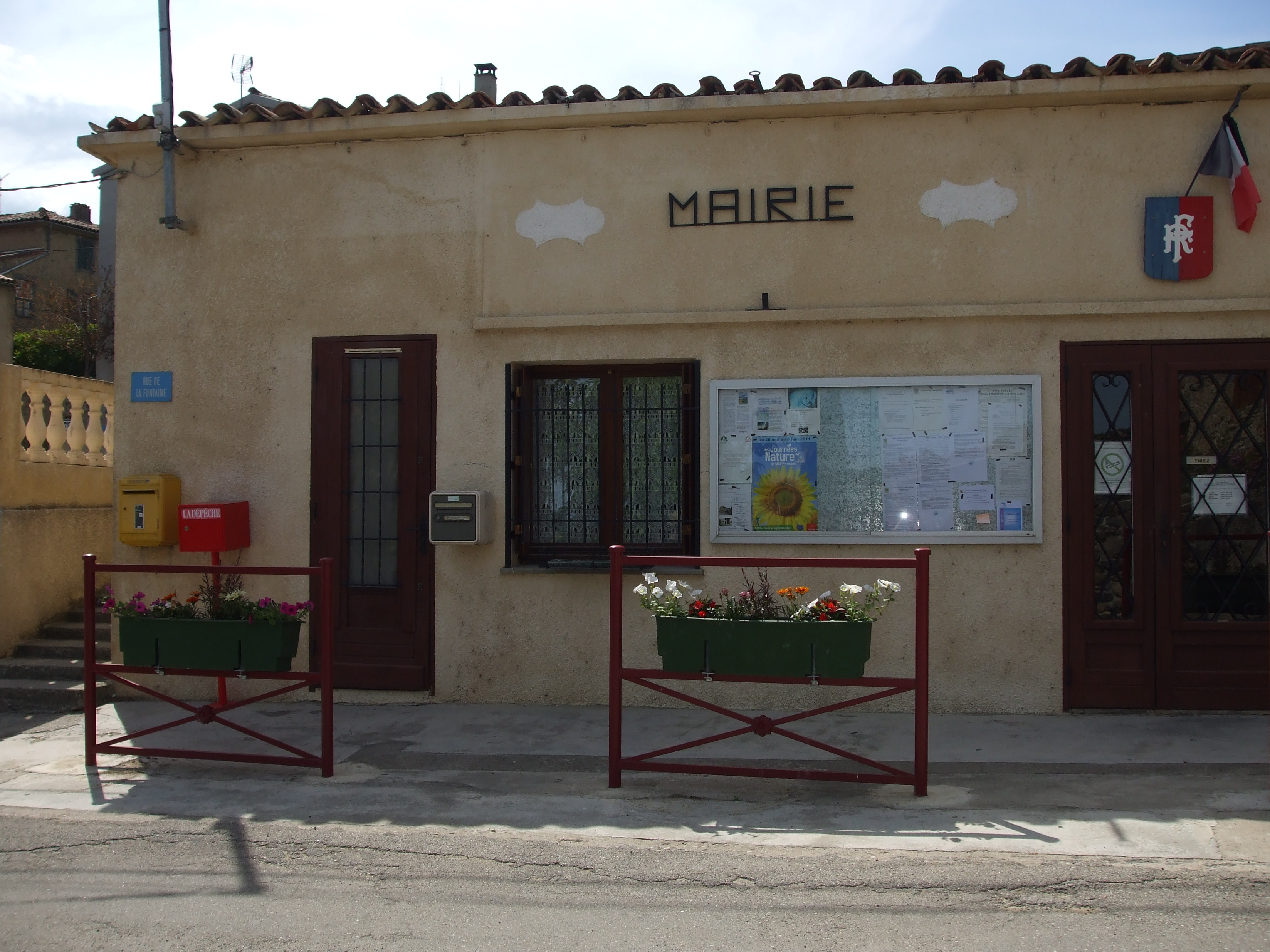
Mairie d'Aigues-Vives.

### Liste des maires
| Période                                  | Période  | Identité            | Étiquette | Qualité                    |
| ---------------------------------------- | -------- | ------------------- | --------- | -------------------------- |
| 1995                                     | 2008     | Ange Mendes         |           |                            |
| 2008                                     | 2020     | Christian Mascarenc | DVG       | Retraité de l'enseignement |
| 2020                                     | En cours | Jean-Luc Tardy      | SE        | Entrepreneur               |
| Les données manquantes sont à compléter. |          |                     |           |                            |

## Population et société

### Démographie
Les habitants sont appelés les Aigues-Viviens

#### Évolution démographique
L'évolution du nombre d'habitants est connue à travers les recensements de la population effectués dans la commune depuis 1793. Pour les communes de moins de 10 000 habitants, une enquête de recensement portant sur toute la population est réalisée tous les cinq ans, les populations de référence des années intermédiaires étant quant à elles estimées par interpolation ou extrapolation. Pour la commune, le premier recensement exhaustif entrant dans le cadre du nouveau dispositif a été réalisé en 2005.

En 2022, la commune comptait 631 habitants, en évolution de −3,52 % par rapport à 2016 (Ariège : +1,48 %, France hors Mayotte : +2,11 %).
| 1793 | 1800 | 1806 | 1821 | 1831 | 1836 | 1841 | 1846 | 1851 |
| ---- | ---- | ---- | ---- | ---- | ---- | ---- | ---- | ---- |
| 333  | 396  | 404  | 509  | 410  | 443  | 423  | 433  | 441  |

| 1856 | 1861 | 1866 | 1872 | 1876 | 1881 | 1886 | 1891 | 1896 |
| ---- | ---- | ---- | ---- | ---- | ---- | ---- | ---- | ---- |
| 410  | 400  | 411  | 394  | 383  | 414  | 368  | 372  | 351  |

| 1901 | 1906 | 1911 | 1921 | 1926 | 1931 | 1936 | 1946 | 1954 |
| ---- | ---- | ---- | ---- | ---- | ---- | ---- | ---- | ---- |
| 318  | 320  | 288  | 273  | 256  | 246  | 232  | 217  | 209  |

| 1962 | 1968 | 1975 | 1982 | 1990 | 1999 | 2005 | 2006 | 2010 |
| ---- | ---- | ---- | ---- | ---- | ---- | ---- | ---- | ---- |
| 210  | 188  | 197  | 339  | 462  | 485  | 498  | 515  | 577  |

| 2015 | 2020 | 2022 | - | - | - | - | - | - |
| ---- | ---- | ---- | - | - | - | - | - | - |
| 649  | 634  | 631  | - | - | - | - | - | - |

#### Pyramide des âges
En 2021, le taux de personnes d'un âge inférieur à 30 ans s'élève à 28,4 %, soit en dessous de la moyenne départementale (28,7 %). De même, le taux de personnes d'âge supérieur à 60 ans est de 30,6 % la même année, alors qu'il est de 34,4 % au niveau départemental.
En 2021, la commune comptait 317 hommes pour 317 femmes, soit un taux de 50,00 % de femmes, légèrement inférieur au taux départemental (51,09 %).
Les pyramides des âges de la commune et du département s'établissent comme suit :
| Hommes | Classe d’âge | Femmes |
| ------ | ------------ | ------ |
| 0,6    | 90 ou +      | 0,3    |
| 7,7    | 75-89 ans    | 7,1    |
| 21,9   | 60-74 ans    | 23,5   |
| 24,1   | 45-59 ans    | 25,1   |
| 15,7   | 30-44 ans    | 17,1   |
| 17,6   | 15-29 ans    | 12,4   |
| 12,3   | 0-14 ans     | 14,4   |

| Hommes | Classe d’âge | Femmes |
| ------ | ------------ | ------ |
| 1,1    | 90 ou +      | 2,8    |
| 9,6    | 75-89 ans    | 12,2   |
| 21,5   | 60-74 ans    | 21,5   |
| 20,6   | 45-59 ans    | 20,3   |
| 16,5   | 30-44 ans    | 16,5   |
| 14,9   | 15-29 ans    | 12,3   |
| 15,7   | 0-14 ans     | 14,4   |

### Enseignement
Aigues-Vives dispose d'une école maternelle et primaire, qui compte 68 élèves (pour l'année scolaire 2010-2011).

### Sports
Plusieurs structures sportives existent à Aigues-Vives : un club de football, de gymnastique, de Tai-chi-chuan, un vélo-club ainsi qu'un centre de loisirs qui accueille un club de karting et une piste de mini-golf.

### Santé
Il n'y a ni pharmacie, ni médecin à Aigues-Vives, les plus proches se trouvant à Laroque-d'Olmes soit à environ trois kilomètres. Le centre hospitalier le plus proche, quant à lui, se situe sur Lavelanet à sept kilomètres.

## Économie

### Revenus
En 2018, la commune compte 277 ménages fiscaux, regroupant 673 personnes. La médiane du revenu disponible par unité de consommation est de 20 080 € (19 820 € dans le département).

### Emploi
| Division       | 2008  | 2013   | 2018   |
| -------------- | ----- | ------ | ------ |
| Commune        | 9,5 % | 11 %   | 6,9 %  |
| Département    | 8,9 % | 11,1 % | 11,2 % |
| France entière | 8,3 % | 10 %   | 10 %   |

En 2018, la population âgée de 15 à 64 ans s'élève à 417 personnes, parmi lesquelles on compte 76 % d'actifs (69,1 % ayant un emploi et 6,9 % de chômeurs) et 24 % d'inactifs,. En  2018, le taux de chômage communal (au sens du recensement) des 15-64 ans est inférieur à celui de la France et du département, alors qu'en 2008 la situation était inverse.
La commune fait partie de la couronne de l'aire d'attraction de Lavelanet, du fait qu'au moins 15 % des actifs travaillent dans le pôle,. Elle compte 39 emplois en 2018, contre 48 en 2013 et 52 en 2008. Le nombre d'actifs ayant un emploi résidant dans la commune est de 289, soit un indicateur de concentration d'emploi de 13,4 % et un taux d'activité parmi les 15 ans ou plus de 56,5 %.
Sur ces 289 actifs de 15 ans ou plus ayant un emploi, 24 travaillent dans la commune, soit 8 % des habitants. Pour se rendre au travail, 93,9 % des habitants utilisent un véhicule personnel ou de fonction à quatre roues, 0,4 % les transports en commun, 3,2 % s'y rendent en deux-roues, à vélo ou à pied et 2,5 % n'ont pas besoin de transport (travail au domicile).

### Activités hors agriculture
36 établissements sont implantés  à Aigues-Vives au 31 décembre 2019. Le tableau ci-dessous en détaille le nombre par secteur d'activité et compare les ratios avec ceux du département,.
| Secteur d'activité                                                                                        | Commune | Commune | Département |
| Secteur d'activité                                                                                        | Nombre  | %       | %           |
| --- | ------- | ------- | ----------- |
| Ensemble                                                                                                  | 36      |         |             |
| Industrie manufacturière, industries extractives et autres                                                | 5       | 13,9 %  | (12,9 %)    |
| Construction                                                                                              | 11      | 30,6 %  | (14,2 %)    |
| Commerce de gros et de détail, transports, hébergement et restauration                                    | 6       | 16,7 %  | (27,5 %)    |
| Information et communication                                                                              | 1       | 2,8 %   | (1,8 %)     |
| Activités immobilières                                                                                    | 1       | 2,8 %   | (4,2 %)     |
| Activités spécialisées, scientifiques et techniques et activités de services administratifs et de soutien | 7       | 19,4 %  | (13,2 %)    |
| Administration publique, enseignement, santé humaine et action sociale                                    | 2       | 5,6 %   | (14,4 %)    |
| Autres activités de services                                                                              | 3       | 8,3 %   | (8,8 %)     |

Le secteur de la construction est prépondérant sur la commune puisqu'il représente 30,6 % du nombre total d'établissements de la commune (11 sur les 36 entreprises implantées  à Aigues-Vives), contre 14,2 % au niveau départemental.

### Agriculture
La commune fait partie de la petite région agricole dénommée « Coteaux de l'Ariège ». En 2010, l'orientation technico-économique de l'agriculture  sur la commune est la polyculture et le polyélevage.
|                                   | 1988 | 2000 | 2010 |
| --------------------------------- | ---- | ---- | ---- |
| Exploitations                     | 5    | 7    | 6    |
| Superficie agricole utilisée (ha) | 318  | 574  | 592  |

Le nombre d'exploitations agricoles en activité et ayant leur siège dans la commune est passé de 5 en 1988 à 7 en 2000 puis à 6 en 2010, soit une augmentation de 1,2 % en 22 ans. Le même mouvement est observé à l'échelle du département qui a perdu pendant cette période 48 % de ses exploitations. La surface agricole utilisée sur la commune a quant à elle augmenté, passant de 318 ha en 1988 à 592 ha en 2010. Parallèlement la surface agricole utilisée moyenne par exploitation a augmenté, passant de 64 à 99 ha.

### Projet de parc éolien
Un projet de création d’un parc éolien sur les crêtes de la serre du tut a été lancé, puis abandonné, en raison d’une vive opposition, notamment de la part de l’Association pour la Préservation du Tourisme et des Sites du Pays des Pyrénées Cathares.

## Culture locale et patrimoine

### Lieux et monuments
- Église Saint-Étienne, église romane dédiée à saint Étienne, avec un clocher-mur. Les anciens fonts baptismaux, avec vasque en pierre calcaire octogonale et socle en grès, datent de 1657. Ils ont depuis été transformés en bénitier, et ont été classés comme monument historique au titre d'objet[53]. Le monument aux morts se trouve également dans l'église[54].

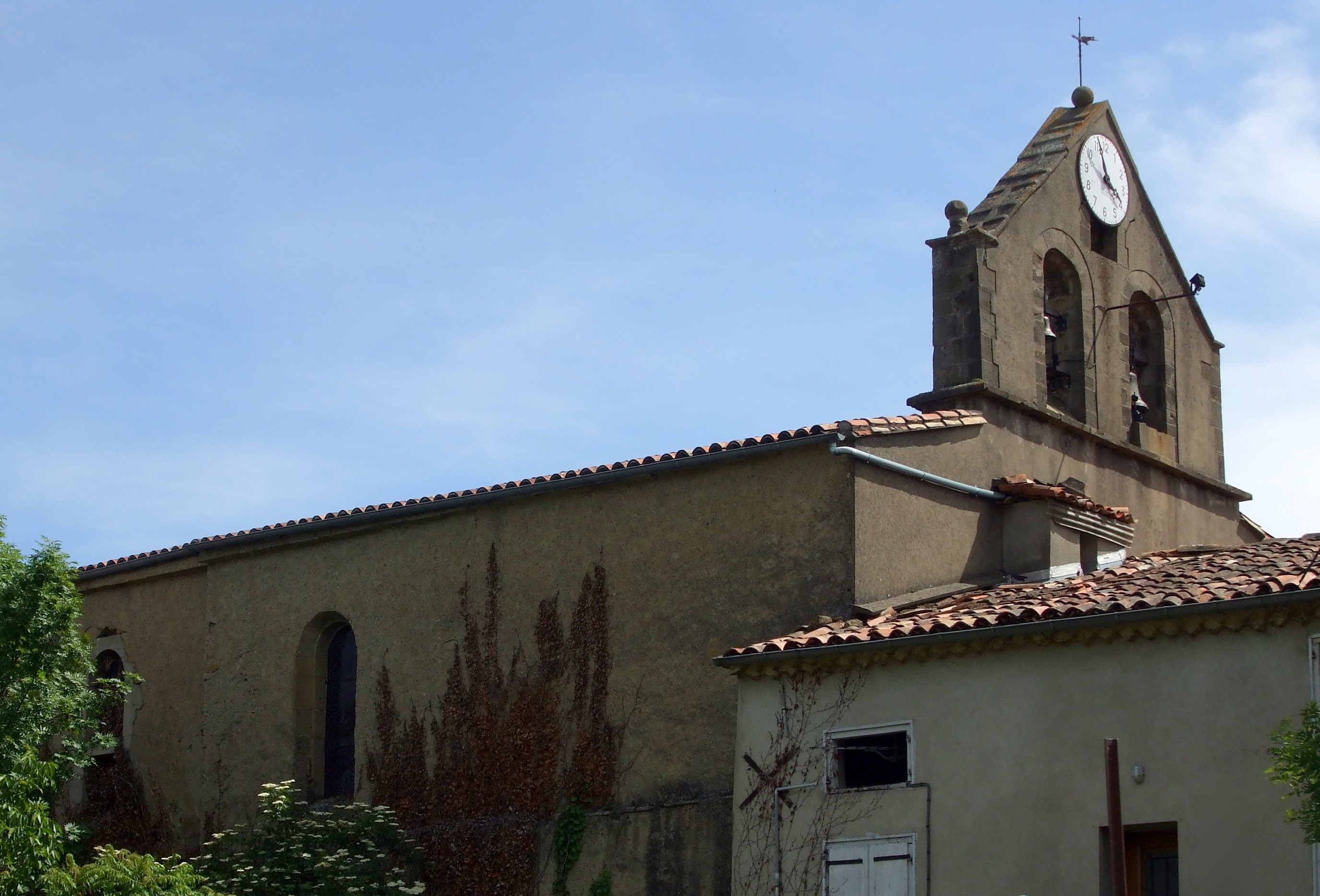
L'église, vue du nord-ouest.
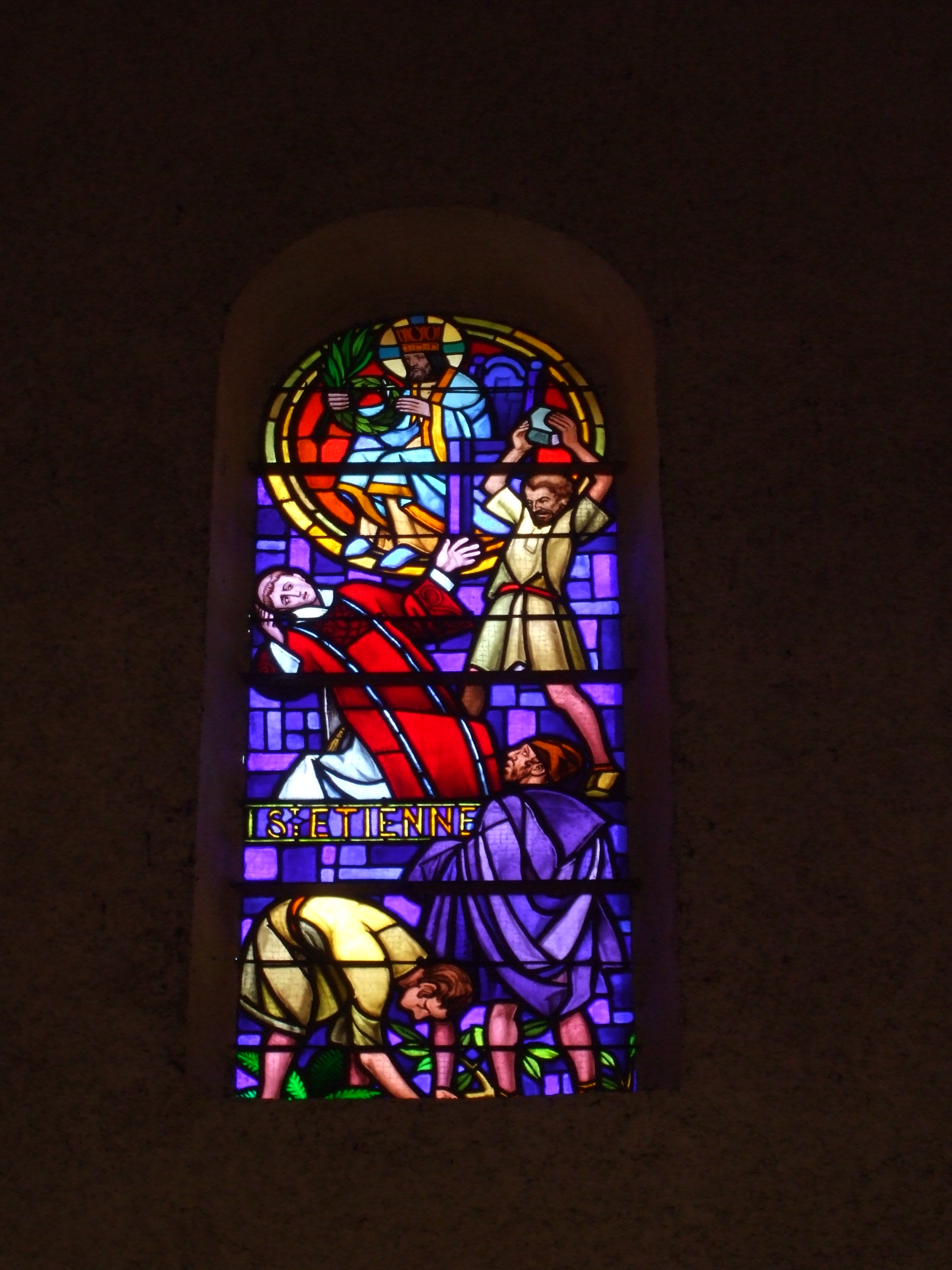
Vitrail représentant le martyre de saint Étienne.
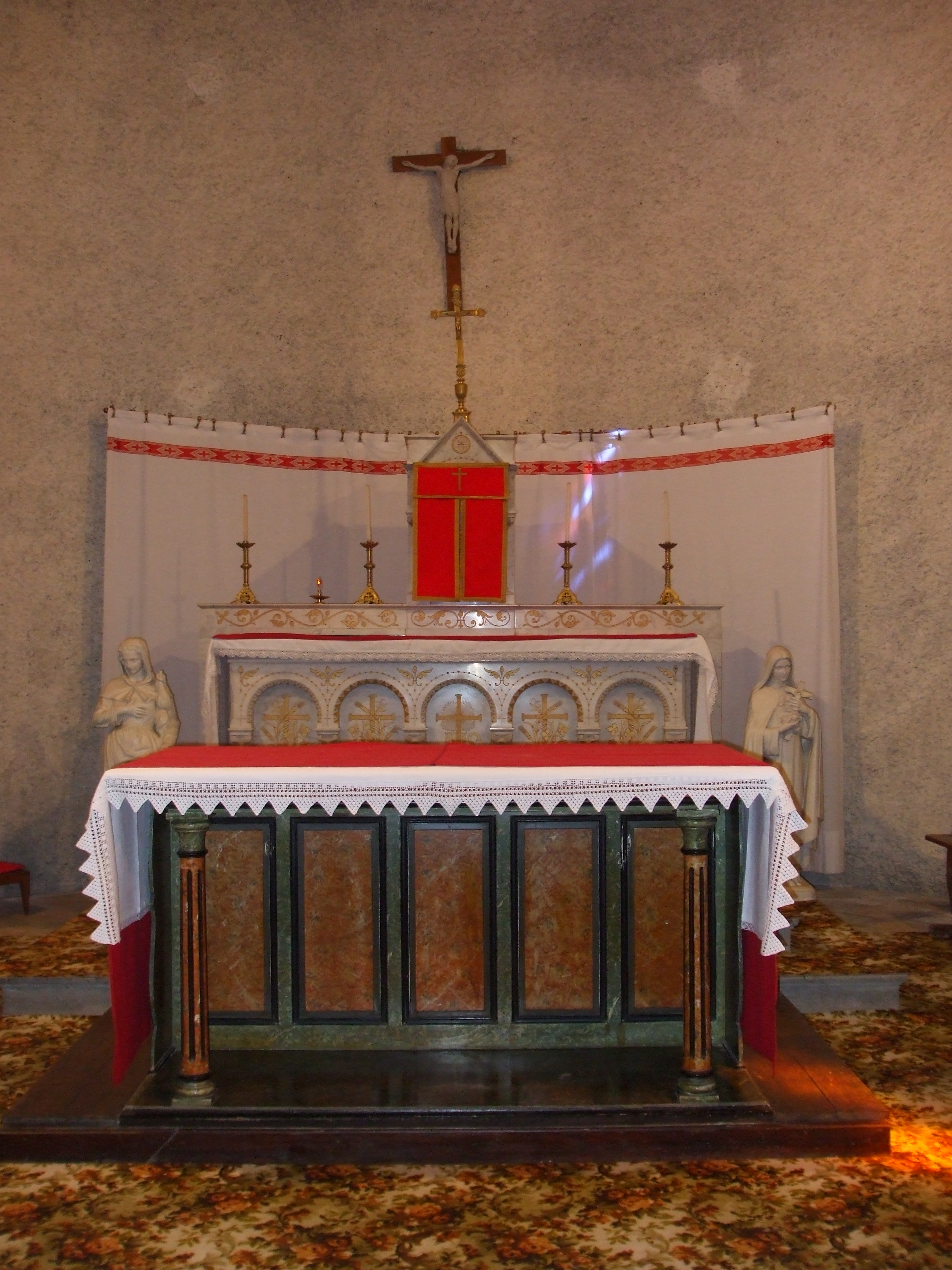
L'autel.

- Plusieurs croix de chemin, éparpillées aux quatre coins du village, servaient d'oratoires. Des processions en l'honneur de la Vierge y étaient organisées[38].

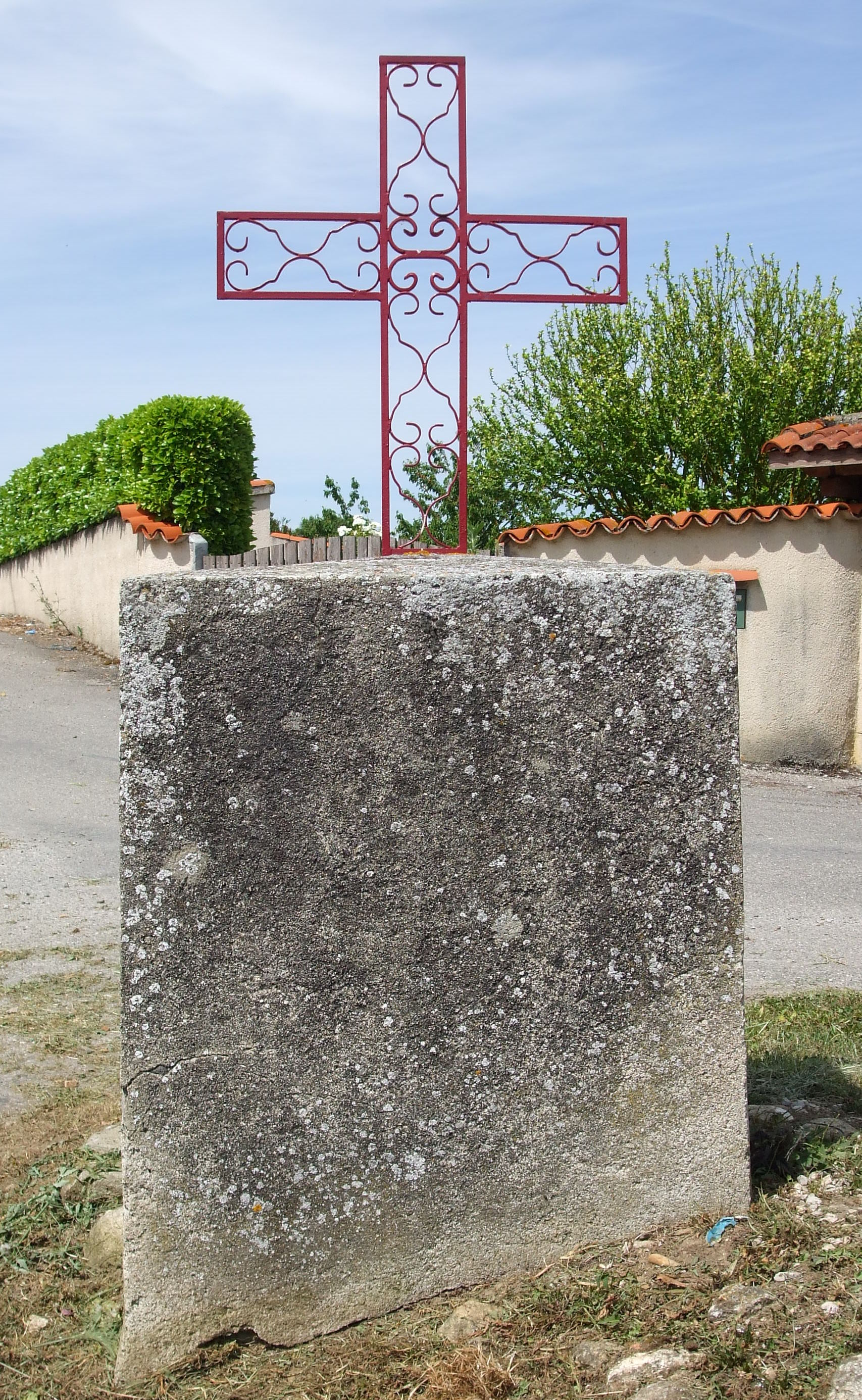
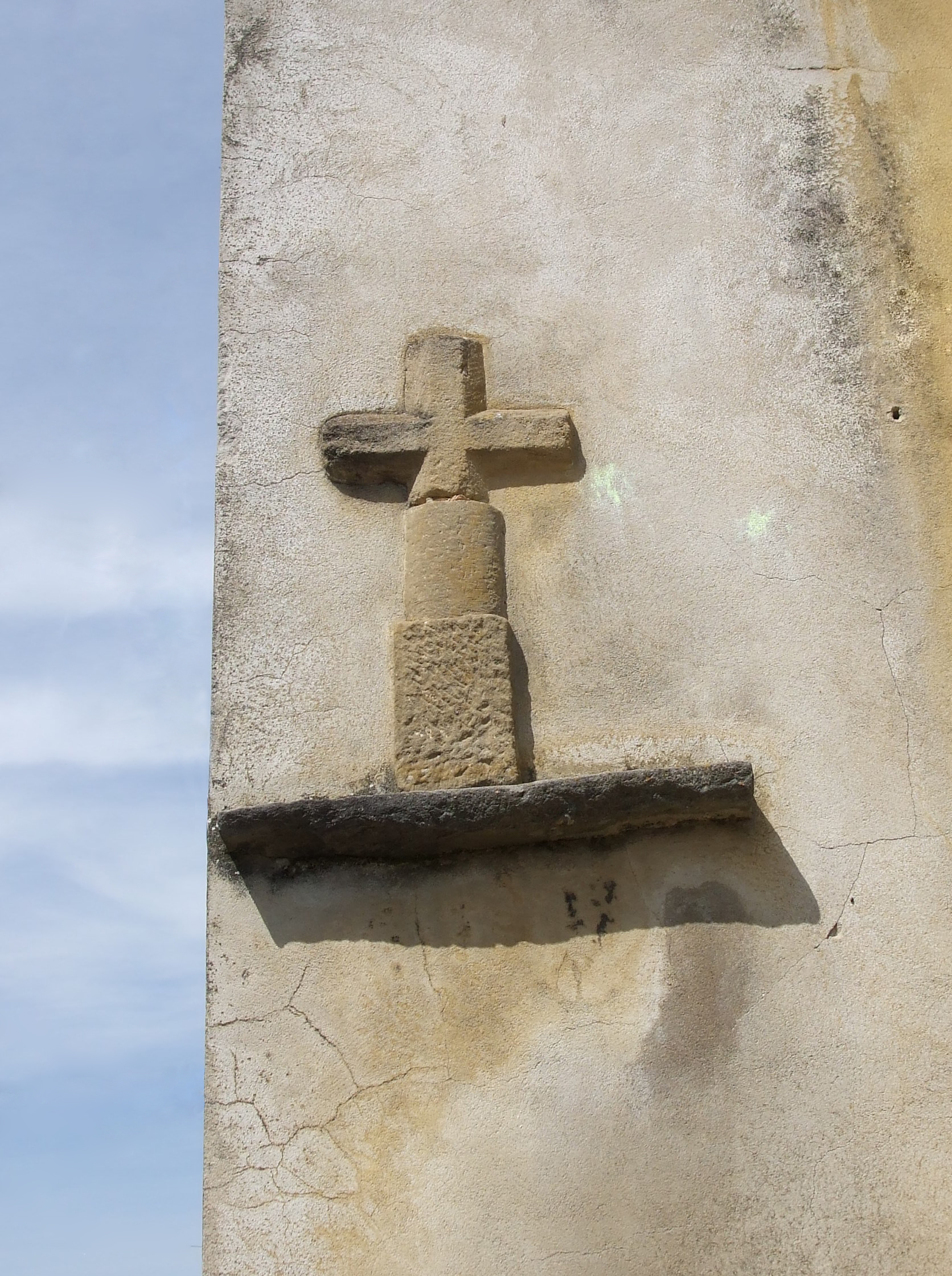
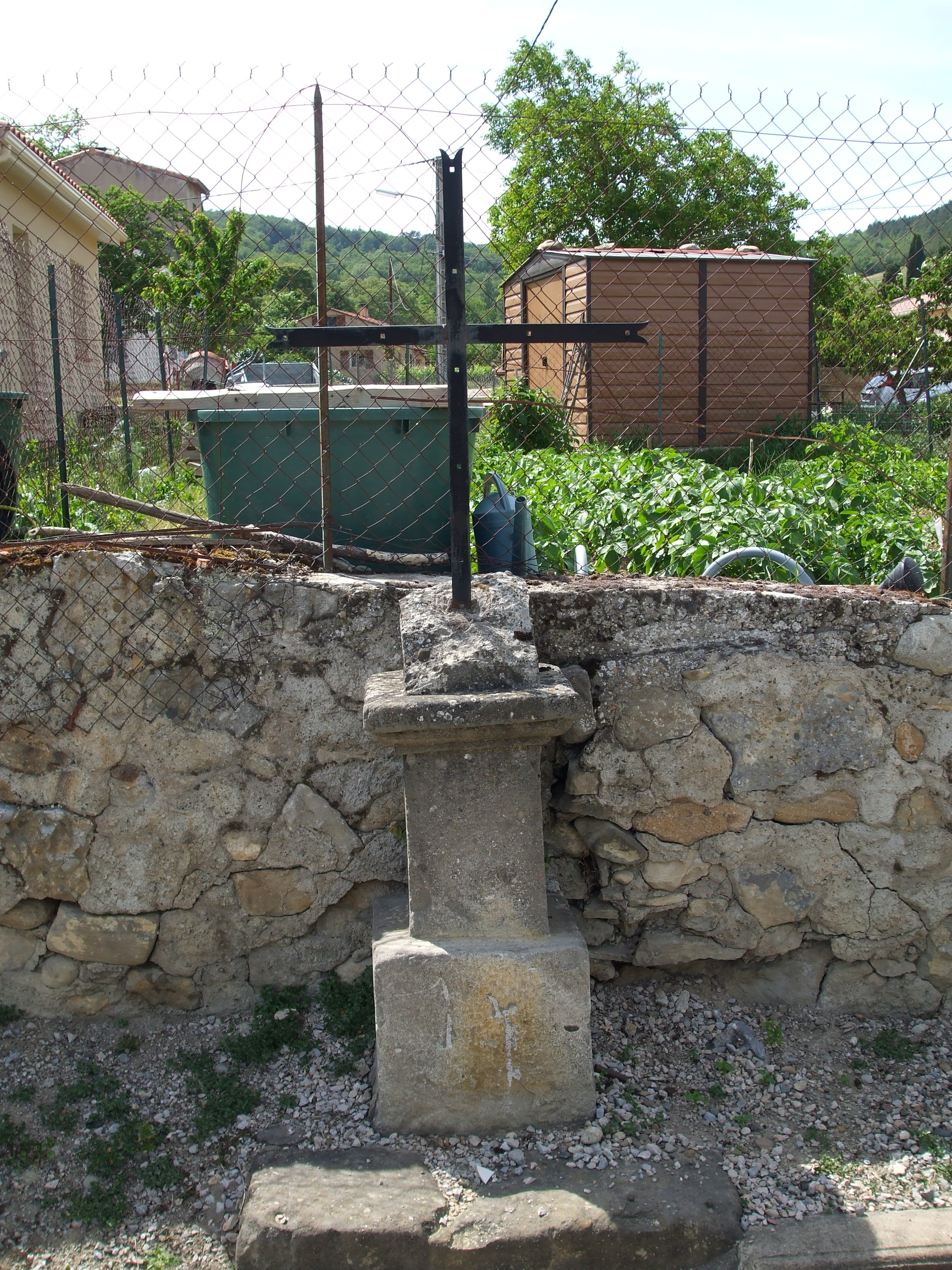
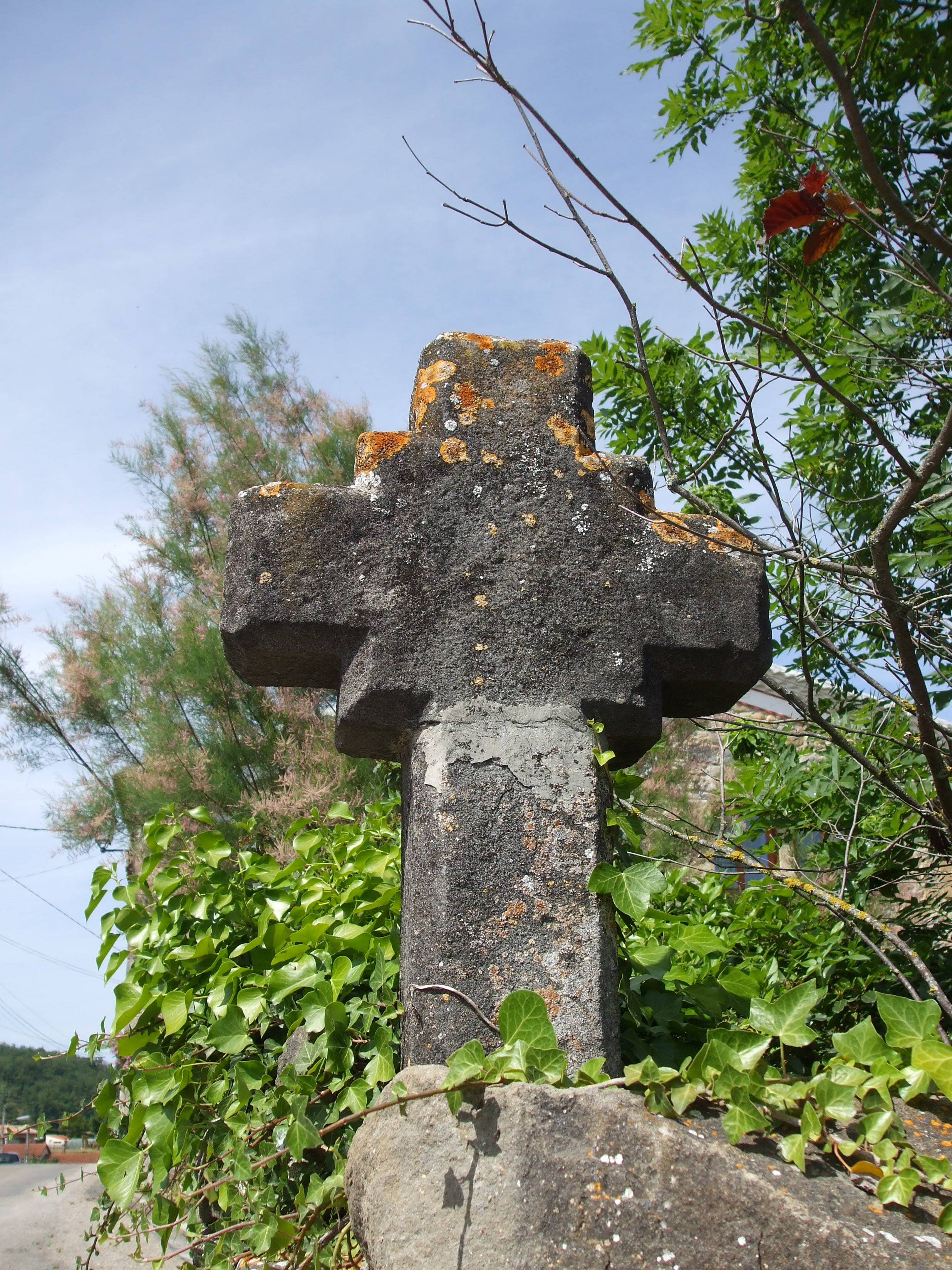

- Une colonne, avec un socle à section carrée, surmontée d'une statue de l'Immaculée Conception détériorée, se trouve sur le parking près de l'église. Elle fait environ quatre mètres de haut.

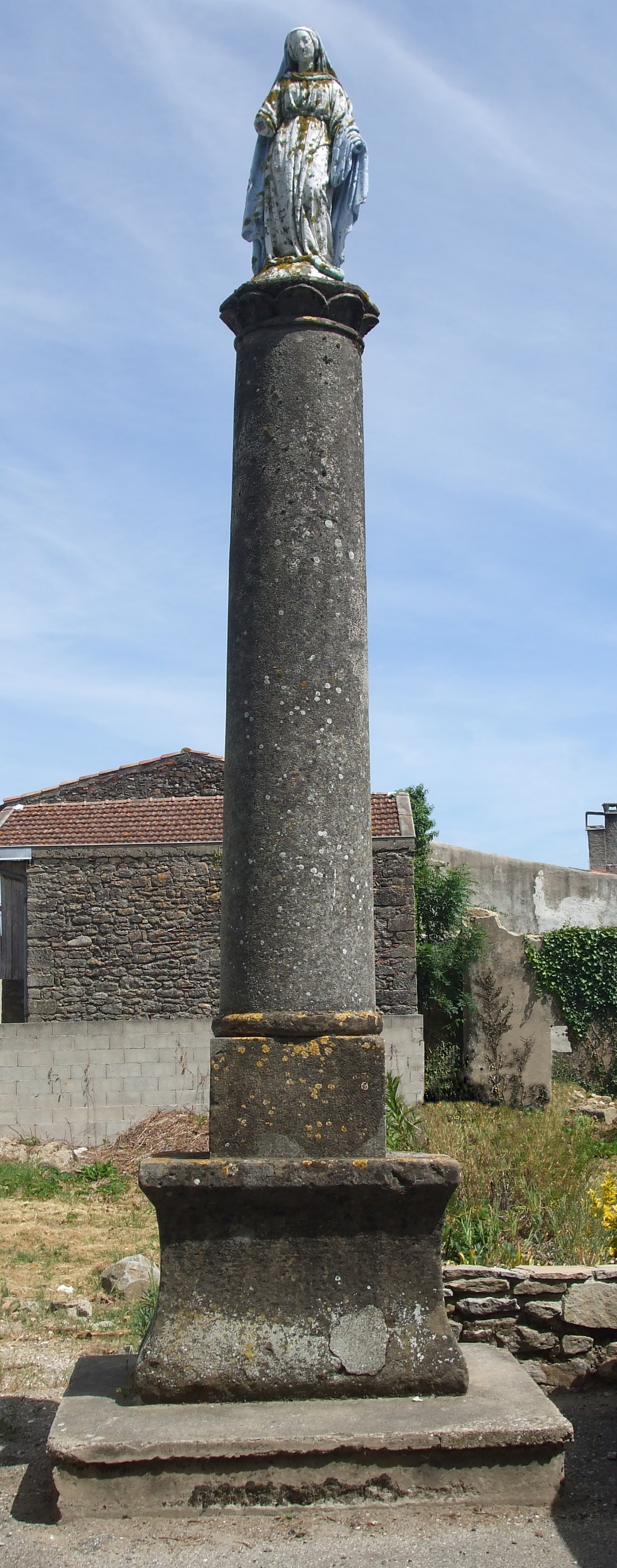
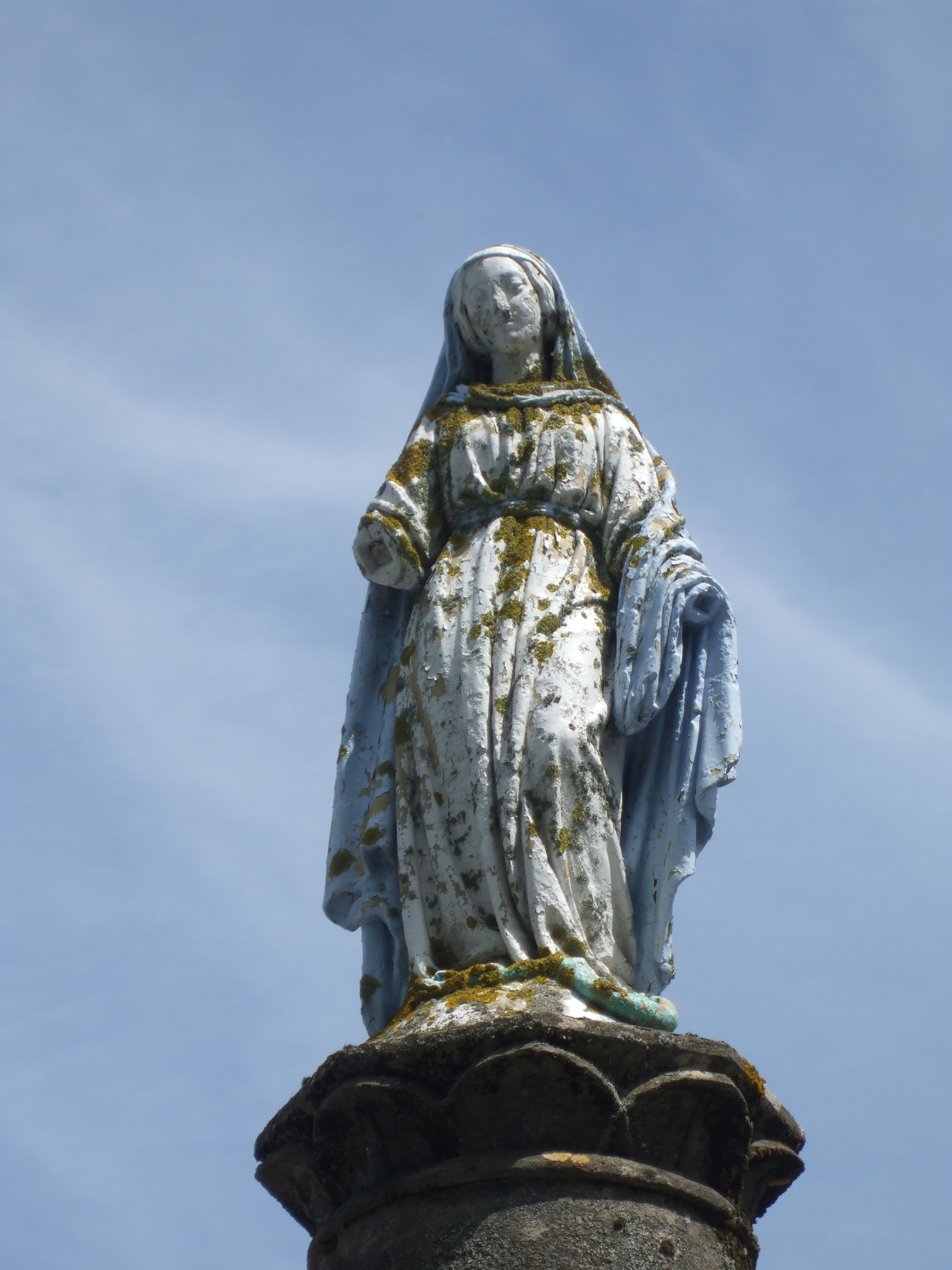

- Fontaine ancienne avec dispositif de pompage à manivelle, hors d'état d'usage.

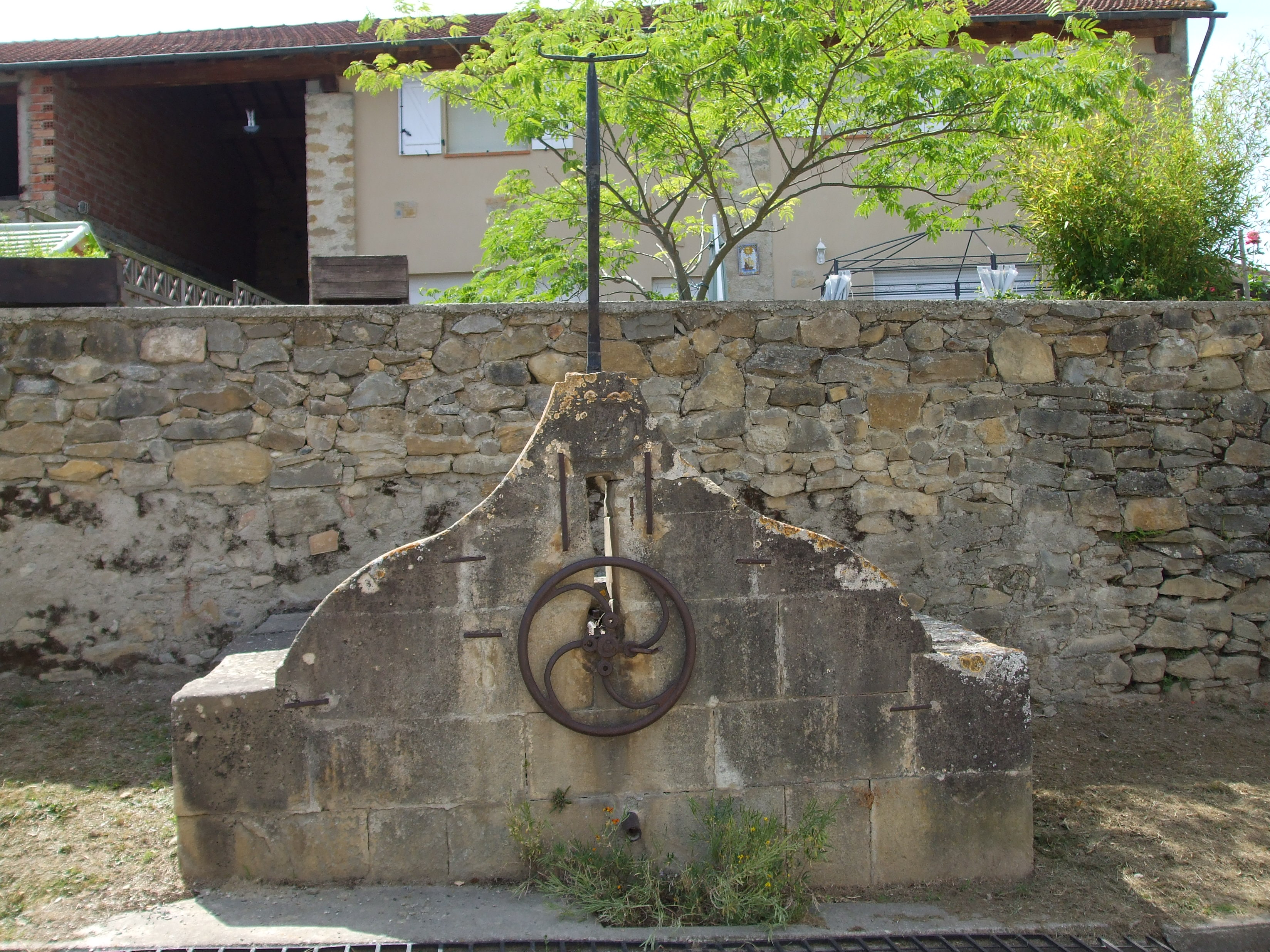
Fontaine ancienne au centre du village.

- Cabanes en pierre sèche en ruine, anciennement utilisées par les agriculteurs.
- Le lac de Montbel se trouve à 5 kilomètres au sud-est.
- L'écomusée du camping de la Serre.

### Personnalités liées à la commune
- Faust Nadal, médecin colonial. Né le 12 juillet 1881 à Aigues-Vives, décédé le dimanche 25 novembre 1923 à Souk El Arba (Tunisie). Médecin-chef de l'hôpital de Souk El Arba, il crée une maternité et une école enseignant les méthodes d'accouchement. Conseiller municipal de Souk El Arba, Membre du Conseil régional de Bizerte.
- Jean Pélissier (1883-1939), historien, sociologue, journaliste né à Aigues-Vives[55].

### Héraldique
| Blason d'Aigues-Vives | Blasonnement : D'or à deux pals de sinople et au chef du même. |

## Pour approfondir